# Jairinho Manhães
Jairinho Manhães, nome artístico de Jairo Manhães Guimarães (, 13 de abril de 1973), é um produtor musical, arranjador, maestro e cantor brasileiro. Já trabalhou com vários músicos da música cristã contemporânea, e ao lado de sua esposa Cassiane gravou discos de música romântica e renderam cinco discos de ouro e um disco de platina da ABPD. Em dezembro de 2011, lança seu segundo álbum solo com o título Cantar é Viver.
Junto à Cassiane e como produtor, foi indicado ao Troféu Talento em vários anos.

## Biografia
Jairinho interessava por música desde sua infância. Durante muitos anos trabalhou como produtor com artistas cristãs conhecidas popularmente como do gênero pentecostal, como Lauriete, Elaine de Jesus, Shirley Carvalhaes e sua esposa Cassiane.
Em 2000, através da MK Music, o casal gravou o primeiro disco, chamado O Amor é mais, que teve uma recepção do público, vendendo cem mil cópias e sendo disco de ouro pela ABPD no mesmo ano. A partir daí foram vários discos lançados.
Em 2011, o cantor lançou seu álbum de estreia, com o título Cantar é Viver, lançado numa parceria com a Sony Music.
Atualmente Jairinho é pastor líder junto com sua esposa a cantora Cassiane da Assembléia de Deus - Madureira Adalpha no bairro de Alphaville em Barueri na cidade de São Paulo.